# Copa (botánica)

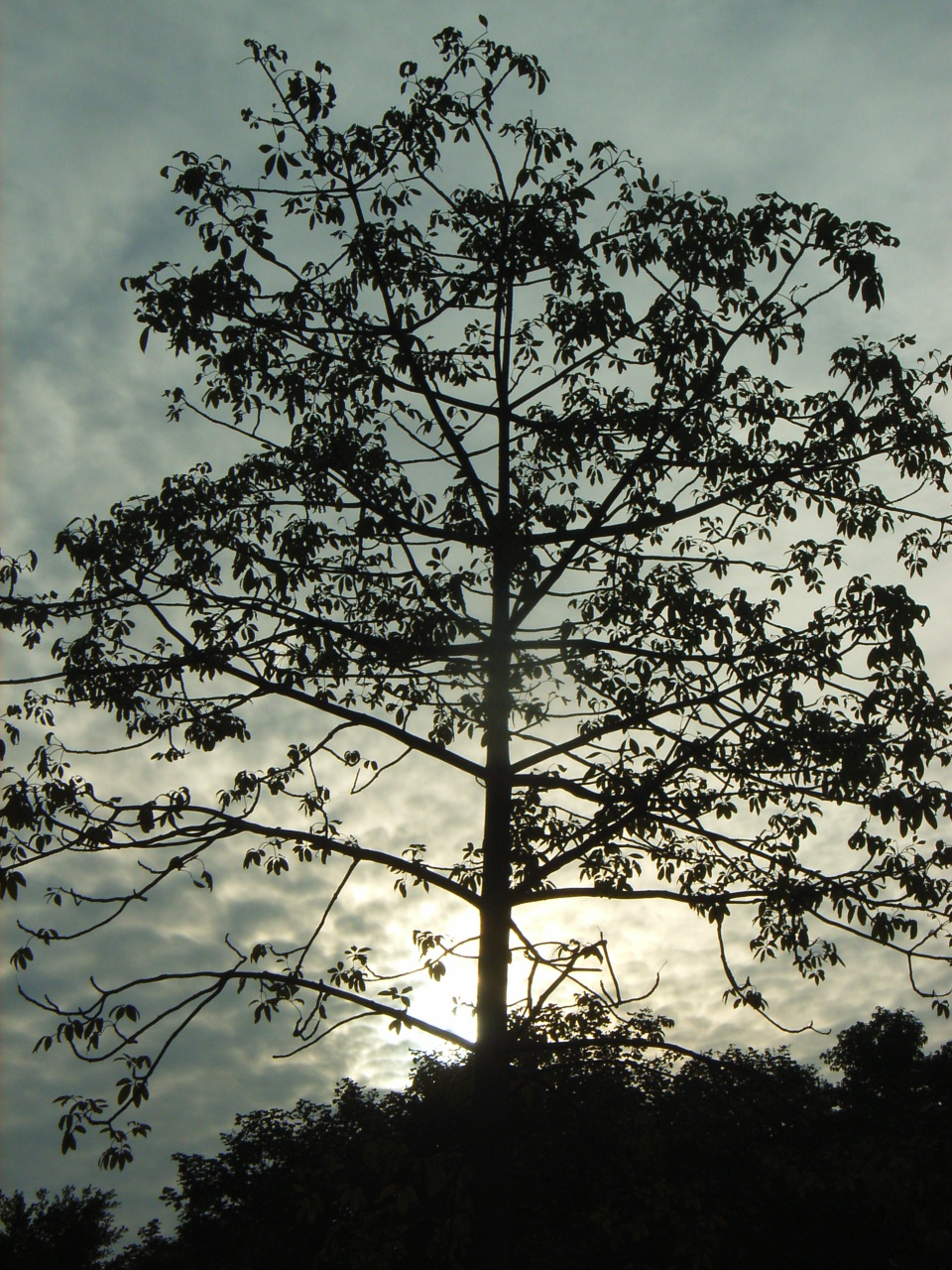
Copa de árbol

La copa de una planta se refiere a la totalidad de partes de la planta sobre el suelo, incluyendo tallos, hojas, y las estructuras reproductivas. Una planta dosel consta de una o más coronas de plantas que crecen en un suelo lleno de pasto .

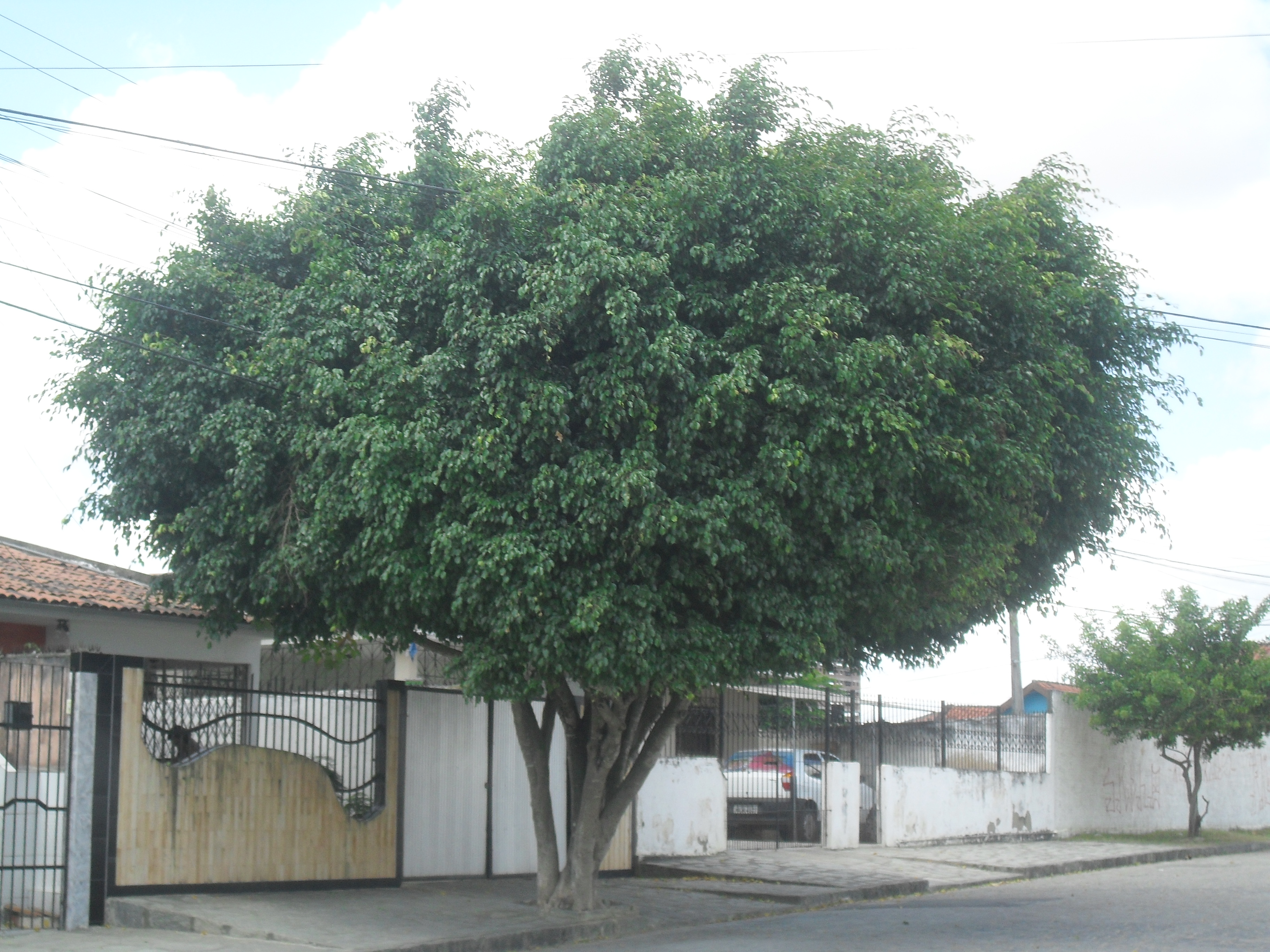
Copa redondeada de Clitoria fairchildiana

La corona de una planta leñosa (árboles, arbustos, lianas) son las ramas, las hojas y las estructuras reproductivas que se extienden desde el tronco principal o tallos.
Las formas de las coronas son muy variables. Los principales tipos de árboles son de hábito excurrente con ramificación en formas conoides y decurrente que da lugar a formas redondas. Las coronas también se caracterizan por su anchura, profundidad, área superficial, volumen y densidad. Las mediciones de las coronas son importantes en la cuantificación y calificación de la sanidad vegetal, etapa de crecimiento y eficiencia.
Las principales funciones de la corona incluyen la asimilación de energía de la luz, absorción de dióxido de carbono y la liberación de oxígeno a través de la fotosíntesis, la liberación de energía por la respiración, y el movimiento de agua a la atmósfera por la transpiración. Estas funciones son realizadas por las hojas. Las ramas de la corona proporcionan soporte mecánico para distribuir las hojas de manera eficiente y servir como conductos para los recursos (agua, nutrientes, fotosintatos) para realizar estas funciones.